# Kosmos 601
O Kosmos 601 (em russo: Космос 558), também chamado de DS-P1-Yu Nº 65, foi um satélite artificial soviético lançado em 16 de outubro de 1973 através de um foguete Kosmos-2I a partir do Cosmódromo de Plesetsk.

## Características
O Kosmos 601 foi o sexagésimo quinto membro da série de satélites DS-P1-Yu e o quinquagésimo nono lançado com sucesso após o fracasso dos lançamentos do segundo, do vigésimo terceiro, do trigésimo segundo, do quadragésimo, do quadragésimo quarto e do quinquagésimo quarto membros da série. Sua missão era auxiliar sistemas antissatélites e antimíssil soviéticos.
O Kosmos 601 foi injetado em uma órbita inicial de 1561 km de apogeu e 210 km de perigeu, com uma inclinação orbital de 82 graus e um período de 98,0 minutos. Reentrou na atmosfera terrestre em 15 de agosto de 1974.